# Een olifant vergeet niet gauw
Een olifant vergeet niet gauw is een detective- en misdaadverhaal geschreven door Agatha Christie. Het werk verscheen initieel in 1972 onder de titel Elephants Can Remember en werd uitgegeven door de Britse Collins Crime Club. In de Verenigde Staten werd het hetzelfde jaar uitgegeven door Dodd, Mead and Company. Een Nederlandstalige versie wordt uitgegeven door Luitingh-Sijthoff.

## Verhaal
Ariadne Oliver wordt aangesproken door mevrouw Burton-Cox. Deze laatste is de moeder van Desmond die gaat trouwen met Celia Ravenscroft. De ouders van Celia - Alistair en Margaret - stierven 12 jaar eerder en mevrouw Burton-Cox wil de waarheid over de doodsoorzaak: was het een dubbele zelfmoord of vermoordde de een de andere en pleegde die laatste daarna zelfmoord? Feit is dat de revolver enkel vingerafdrukken van beiden bevat.
Ariadne schakelt de hulp in van Poirot en ze ondervragen getuigen die ze "olifanten" noemen omdat ze een zeer goed geheugen hebben en zich allerlei details nog herinneren. Margaret had vier pruiken. Ze had een zeer loyale hond die haar desondanks beet enkele dagen voor haar dood. Haar identieke tweelingzus Dorothea verbleef in enkele psychiatrische inrichtingen. Dorothea zou ooit haar kind hebben verdronken nadat haar man overleed. Dorothea overleed een maand eerder dan Margaret omdat ze tijdens het slaapwandelen van een klif viel.
Desmond is geadopteerd en Poirot achterhaalt dat zijn biologische moeder de overleden actrice Kathleen Fenn is die ooit een affaire had met meneer Burton-Cox. Kathleen had een fortuin opzij gezet voor Desmond dat hij krijgt indien hij trouwt, maar het geld gaat naar zijn adoptiemoeder als hij eerder komt te sterven. Poirot verdenkt eerst mevrouw Burton-Cox ervan Desmond te willen vermoorden voor dat geld, maar vindt hiervoor geen aanwijzingen.
Na een gesprek met oud-gouvernante Zélie Meauhourat valt de puzzel in elkaar. Dorothea verwondde Margaret dodelijk. Het lijk werd met hulp van Zélie verplaatst naar de klif. Om te vermijden dat Dorothea naar de gevangenis moest, besliste ze samen met Zélie en Alistair dat ze de identiteit van Margaret aanneemt. Iedereen trapte in die leugen, behalve de hond die haar daarom beet. Een maand later vermoordde Alistair Dorothea om te vermijden dat ze nog anderen fataal verwondde. Via een list kwam de revolver eerst in handen van Dorothea. Desmond schoot Dorothea dood en pleegde daarna zelfmoord.

## Adaptaties
- Het boek werd verfilmd door ITV voor de televisieserie Agatha Christie's Poirot met David Suchet als Poirot. Het verhaal werd sterk uitgebreid met een hedendaagse moord op de vader van dokter Willoughby's. Daaruit blijkt dat er een link is met de familie Ravenscroft. Willougby heeft een relatie met Marie MdCermott die in werkelijkheid een dochter is van Dorothea. Deze is van mening dat de psychiatrische toestand van haar moeder voortvloeit uit mishandeling van de vader van Willougby. Ze tracht ook Desmond en Celia te vermoorden.
- Een luisterverhaal werd in 2006 door BBC Radio 4 uitgezonden met John Moffatt als Poirot en Julia Mackenzie als Ariadne Oliver.

- MusicBrainz work: 6b615416-7642-4dd7-bbdd-2a397ecc659a